# E.dentifier

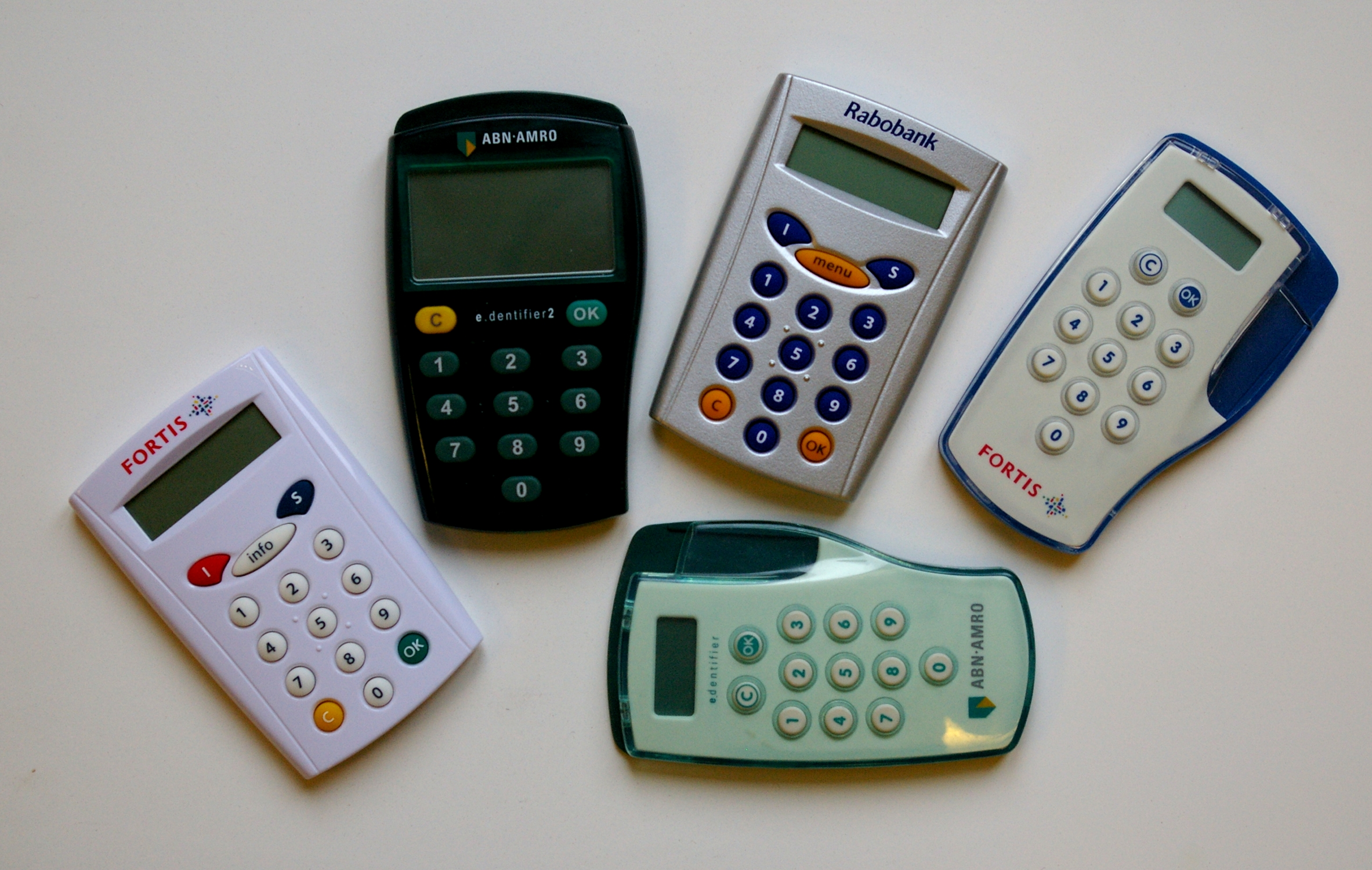
Verscheidene kaartlezers, met de e.dentifier (horizontaal onderaan) en de e.dentifier2 (tweede apparaat van links).

Een e.dentifier is een apparaatje dat bij internetbankieren van o.a. ABN AMRO in combinatie met een bankpas wordt gebruikt om de aan de bankpas gekoppelde gebruiker in te loggen op het beveiligde deel van de website van de bank, en om opdrachten te bevestigen. De apparaatjes zijn inwisselbaar, dus niet voorgeprogrammeerd voor een bepaalde gebruiker.
Hoewel een bankpas gekoppeld is aan een bepaalde rekening, geeft deze bij inloggen met de e.dentifier toegang tot alle rekeningen van de gebruiker.

## Werking voor de gebruiker
Per keer dat de e.dentifier wordt gebruikt dient de gebruiker zijn bankpas in de e.dentifier te steken (als deze er nog/al inzit, deze eruit te schuiven en weer in te steken). Er verschijnt dan een keuzemenu met onder meer de opties 'Inloggen' en 'Verzend opdracht'. Na het aangeven van de keuze toetst de gebruiker zijn pincode in. Bij inloggen geeft dit gelijk een achtcijferige responscode, bij het verzenden van een opdracht moet eerst nog de code van de opdracht worden ingetoetst. De gebruiker toetst de responscode vervolgens in op de website.

## Techniek
De e.dentifier heeft een interne klok, en gebruikt gegevens van de bankpas zoals het bankrekeningnummer en het pasnummer en eventueel een door de website gegenereerde code om een unieke code te genereren. Hiermee kan de website controleren dat de gebruiker de bankpas in zijn bezit heeft, en de pincode weet. 

## Ontwikkeling
De techniek achter de e.dentifier, Random Reader, Rabox, Smart Readers en soortgelijke betalingssystemen werd in 1996 op OEM-basis ontwikkeld door het Vughtse bedrijf CPS-Europe. De technologie achter het systeem is tot op heden nog nooit gekraakt. Wereldwijd zijn er tientallen miljoenen van dergelijke betalingssystemen verkocht.

## Versie 2
Met de E.dentifier2 kan de gebruiker met een USB-kabel de e.dentifier aan zijn computer koppelen, en hoeft dan alleen de pas en pincode in te geven. Zonder USB-kabel of Windows drivers kan de e.dentifier nog wel op de 'oude' manier worden gebruikt, door het ingeven van codes die door de website zijn gegenereerd.